# Région septale
L'aire septale (région septale) ou septum (aire 25 de Brodmann) est une aire voisine du septum pellucidum.  Elle est située dans la partie basse de la face médiale du lobe frontal et sous le bec du corps calleux (gyrus sous-calleux). Elle est l’aboutissement de la bandelette olfactive médiale.

## Fonction
Les noyaux profonds (noyaux du septum, dont le noyau accumbens) ont gardé, peut-être au détriment des finalités olfactives, une vive activité impulsive et motivante. Ce sont des éléments très actifs de la physiologie du système limbique (attirance, appétit, satisfaction).
Plusieurs travaux ont permis de cerner les centres cérébraux du plaisir, comme étant représentés par le complexe Hypothalamus latéral - Amygdales baso-latérales - Région septale.
Chez l'animal, les lésions dans la région septale produisent une excitabilité et une augmentation des réactions agressives.